# Isofotón
isofotón fue una compañía global dedicada al diseño, fabricación y suministro de soluciones energéticas solares, con presencia en más de 60 países. La empresa centró su actividad en tres áreas tecnológicas: Fotovoltaica, Térmica y Fotovoltaica de Alta Concentración. Isofotón cerró en 2014 despidiendo a miles de empleados.

## Historia
ISOFOTON fue fundada en Málaga (España) en 1981, como derivado de un proyecto universitario impulsado por el Profesor D. Antonio Luque de la Universidad Politécnica de Madrid que será su primer presidente.
En 1985, ISOFOTON consolidó sus actividades en el ámbito de la Energía Solar, incorporando la tecnología de fabricación de colectores térmicos.
En 1997 el Grupo Bergé se convirtió en el propietario de ISOFOTON.
En julio de 2007 la Corporación Alba adquirió el 26% de ISOFOTON con la intención de sacar a bolsa la empresa.
En febrero de 2008, el consejero delegado, José Luis Manzano fue relevado del cargo ocupando su lugar el ex director general de Endesa, Carlos Torres.
En julio de 2008 el Grupo Bergé recompró el 26% de ISOFOTON, propiedad de Corporación Alba.
Desde julio de 2010 ISOFOTON forma parte del Grupo AFFIRMA que posee el 80% de la empresa y cuenta con una amplia experiencia en el desarrollo de proyectos solares y la producción de seguidores solares. El 20% restante es propiedad de TOPTEC empresa coreana especializada en automatización industrial.
Debido a una controvertida gestión empresarial (la cual fue investigada por la Justicia) y a la delicada situación del mercado fotovoltaico en España, la compañía no pudo retomar el volumen de negocio incluso buscando soluciones diversas como una joint venture con diversas compañías tecnológicas sin conclusión favorable alguna debido a diversas dudas de estas últimas compañías sobre el equipo directivo de la empresa fotovoltaica en cuestión, dando lugar esta situación a una caída de las ventas de la compañía y a la quiebra de esta por falta de inyección de fondos por parte de la dirección, la cual no obstante sí percibió fondos de ayuda estatales. A partir de enero de 2014 la empresa de energía fotovoltaica, los administradores concursales y los representantes sindicales cerraron un preacuerdo sobre el Expediente de Regulación de Empleo (ERE) que implicaba el despido de los 297 trabajadores que formaban la plantilla de la factoría malagueña. De esta manera se ponía fin a más de treinta años de historia de la compañía fotovoltaica.
El proceso de liquidación de Isofotón fue llevado a cabo a través de la compañía española Escrapalia - Surus Inversa, que tenía previsto liquidar mediante subasta pública en línea sus activos y bienes muebles a mediados de diciembre de 2015.
En mayo de 2024, la Audiencia Provincial de Málaga confirmaba la culpabilidad de los administradores de la compañía en su quiebra, quienes eran condenados a la inhabilitación para administrar bienes ajenos aunque sin asumir responsabilidad patrimonial alguna.

## Líneas de Negocio
ISOFOTON disponía de 3 líneas de negocio:
- Producción de módulos fotovoltaicos convencionales y de seguidores de última generación
- Producción de módulos fotovoltaicos de alta concentración (HCPV)
- Desarrollo de proyectos fotovoltaicos

## Investigación y desarrollo
ISOFOTON trabajaba en colaboración con universidades y centros de investigación españoles e internacionales y manteniía alianzas estratégicas tiene acuerdos con empresas como INDRA o con centros de investigación como el ISFOC para realizar estudios también en esta área.